# Холі
Холі, або фестиваль кольорів — популярний індуїстський фестиваль весни.

## Поширення
Холі святкують в Індії, Непалі, Бангладеш, Пакистані, Шрі-Ланці та інших країнах із значними індуськими діаспорами, такими як Суринам, Гаяна, ПАР, Тринідад і Тобаго, Велика Британія, США, Маврикій і Фіджі.
В Бенгалі свято відоме як «Долятра» (Dolyatra) або «Басанта-Утсаб» (Basanta-Utsab) — «фестиваль весни». Найбільші святкування під час фестивалю проводяться в регіоні Брадж, у місцях, що асоціюються з Крішною: Матхурі, Вріндавані, Нандаґаоні й Барсані. Під час фестивалю, що триває 16 днів, ці міста стають великими туристичними центрами

## Особливості свята
Головний день фестивалю відомий як «Дхулхеті», «Дхуланді» або «Дхуленді», цього дня люди обсипають один одного кольоровою пудрою та поливають підфарбованою водою. На попередній день, «Холіка-Дахан» («спалення Холіки») або «Чотті-Холі» («маленька Холі») запалюють багаття на честь дивовижного спасіння молодого Прахлада, коли люта богиня Холіка, сестра Хіран'якашіпу, кинула його у полум'я. Холіка сама згоріла, але Прахлад, завдяки поклонінню Вішну, навіть уникнув обпалень. Через п'ять днів відбувається день «Ранґапанчамі», після якого використання колорів закінчується.

## День свята
Холі святкується наприкінці зими на останній прояв повного Місяця у місяць пхалґуна, зазвичай у лютому або березні. У 2009 році Холі-Дхуланді відбувся 11 березня, а Холіка-Дахан — 10 березня. 2019 року святкування Холі відбудеться 13 березня.

## Холі в Україні
Із 2000-х років холі проводять в Україні.